# Stratiomys nobilis
Stratiomys nobilis är en tvåvingeart som beskrevs av Friedrich Hermann Loew 1871. Stratiomys nobilis ingår i släktet Stratiomys och familjen vapenflugor. Inga underarter finns listade i Catalogue of Life.